# Comuna de Milicz
Milicz (polaco: Gmina Milicz) é uma gminy (comuna) na Polónia, na voivodia de Baixa Silésia e no condado de Milicki. A sede do condado é a cidade de Milicz.
De acordo com os censos de 2004, a comuna tem 24 308 habitantes, com uma densidade 55,8 hab/km².

## Área
Estende-se por uma área de 435,61 km², incluindo:
- área agricola: 41%
- área florestal: 43%

## Demografia
Dados de 30 de Junho 2004:
|                      | Total   | Total | Mulheres | Mulheres | Homens  | Homens |
| -------------------- | ------- | ----- | -------- | -------- | ------- | ------ |
|                      | pessoas | %     | pessoas  | %        | pessoas | %      |
| População            | 24 308  | 100   | 12 224   | 50,3     | 12 084  | 49,7   |
| Densidade (pop./km²) | 55,8    | 100   | 28,1     | 28,1     | 27,7    | 27,7   |

De acordo com dados de 2002, o rendimento médio per capita ascendia a 1274,61 zł.

## Comunas vizinhas
- Cieszków, Jutrosin, Krośnice, Odolanów, Pakosław, Rawicz, Sośnie, Sulmierzyce, Trzebnica, Zawonia, Zduny, Żmigród